# Ilybius hozgargantae
Ilybius hozgargantae (лат.) — вид жуков-плавунцов подсемейства Agabinae.

## Описание
Блестяще-чёрные жуки длиной около 9,4 мм. Боковая кайма переднеспинки красновато-коричневая, без резкого перехода к чёрной окраске переднеспинки. Губные щупики красновато-коричневые, с чуть более светлой вершиной.

## Распространение
Встречается в Испании и Марокко.

## Охрана
В система IUCN находится в категории EN (таксон под угрозой исчезновения).